# Madagascarophis
Madagascarophis es un género de serpientes de la subfamilia Lamprophiidae que incluye cuatro especies de culebras endémicas de Madagascar. 

## Especies
Se conocen las siguientes según The Reptile Database:
- Madagascarophis colubrinus (Schlegel, 1837)
- Madagascarophis fuchsi[1] Glaw, Kucharzewski, Köhler, Vences & Nagy, 2013
- Madagascarophis meridionalis Domergue, 1987
- Madagascarophis ocellatus Domergue, 1987